# Santa Rosalia
Rosalia (Palermo, 1130 – Palermo, 4 settembre 1170) fu una nobile siciliana vissuta nel XII secolo e venerata come santa dalla Chiesa cattolica. Patrona di Palermo, il suo culto è uno dei più diffusi di tutta la città e dell'intera Sicilia. Il tradizionale Festino di Santa Rosalia, celebrato in onore della Santa, coinvolge centinaia di migliaia di persone provenienti da tutta la Sicilia. Le sue reliquie sono conservate presso la Cattedrale di Palermo, a lei dedicata assieme alla Vergine Assunta.

## Biografia

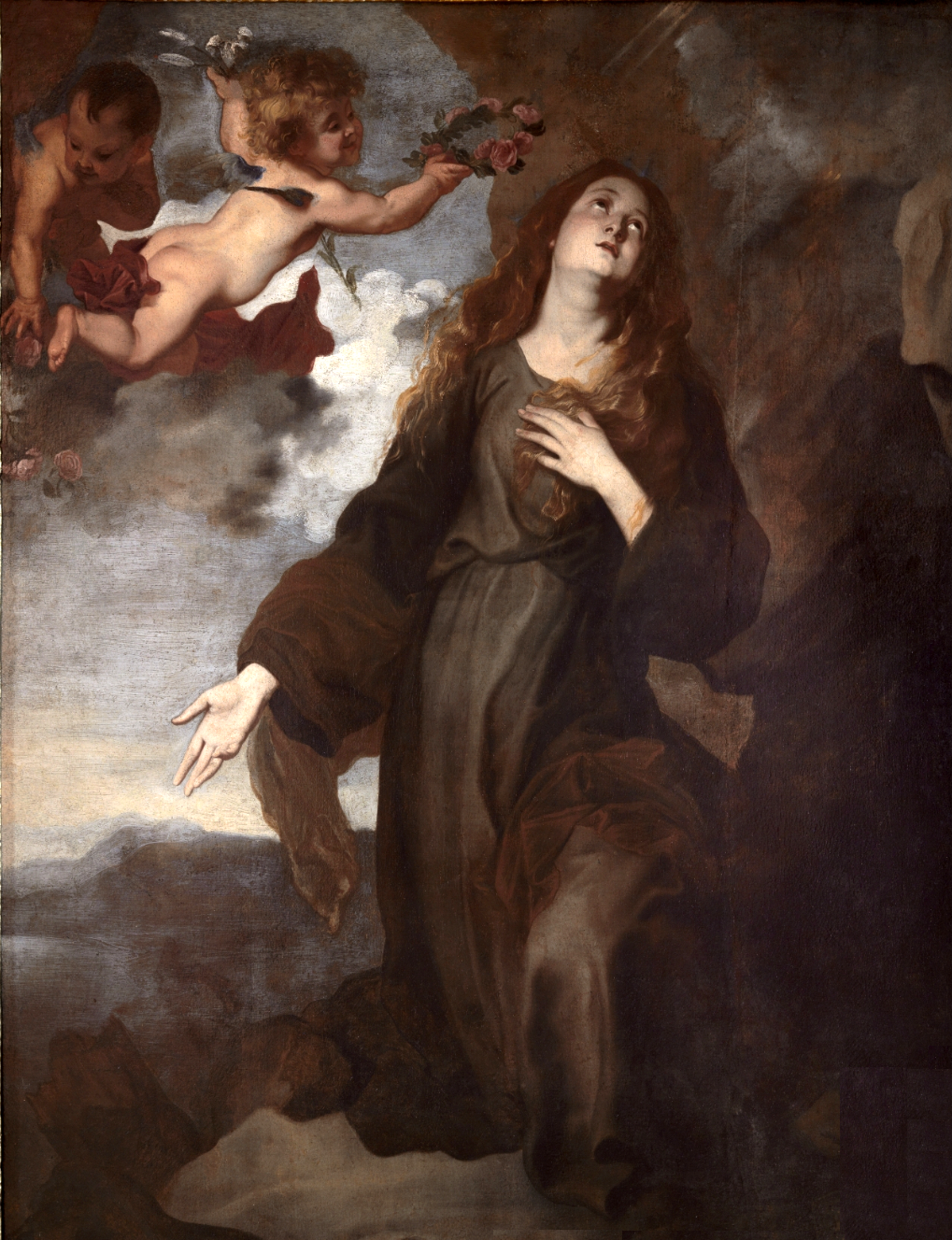
Antoon van Dyck, Santa Rosalia incoronata dagli angeli, Palazzo Abatellis, Palermo

Rosalia Sinibaldi nacque nel 1130, presumibilmente a Palermo, dal conte Sinibaldo Sinibaldi, signore di Monte delle Rose e Quisquina, membro della famiglia dei Berardi, noti come Conti dei Marsi, famiglia discendente diretta dell'imperatore Carlo Magno, e dalla nobile Maria Guiscardi, nipote del re Ruggero II di Sicilia. È nota per essere stata altresì pronipote dei cardinali Berardo dei Marsi, Giovanni di Tuscolo, Leone Marsicano e Oderisio di Montecassino.
Quanto alla sua nascita, è stato tramandato che nel 1128 il re Ruggero II di Sicilia, mentre osservava il tramonto dal Palazzo Reale con la moglie Elvira di Castiglia, vide apparirgli una figura che gli disse: «Ruggero, io ti annuncio che, per volere di Dio, nascerà nella casa di Sinibaldo, tuo congiunto, una rosa senza spine». Per tale motivo, poco tempo dopo, quando nacque, la bambina fu chiamata Rosalia, da un'etimologia popolare latina secondo cui il nome Rosalia sarebbe composto da rosa e lilium, ovvero rosa e giglio. Esiste un'altra tradizione che vede spettatori della visione Guglielmo I di Sicilia e sua moglie Margherita di Navarra, ma tale avvenimento non può essere accaduto poiché Rosalia nacque nel 1130, mentre Guglielmo regnò dal 1154 al 1166.
Da giovane, Rosalia visse in ricchezza presso la corte di Ruggero e la villa paterna, ubicata nell'attuale quartiere di Olivella. Rosalia, educata a corte, per la sua bellezza e gentilezza nel 1149 divenne damigella d'onore della regina Sibilla di Borgogna.
Un giorno il conte (o secondo altri principe) Baldovino (erroneamente identificato con Baldovino III di Gerusalemme) salvò il re Ruggero da un animale selvaggio (un leone, secondo la leggenda) che lo stava attaccando; il re volle ricambiarlo con un dono, allorché Baldovino chiese in sposa Rosalia. Il giorno antecedente le nozze, Rosalia, mentre si specchiava, vide riflessa l'effige di Gesù. La ragazza, il giorno seguente, si presentò a corte con le bionde trecce tagliate, declinando l'offerta e preferendo abbracciare la fede, cui si era già dedicata da fanciulla. A quindici anni abbandonò quindi il Palazzo Reale, il ruolo di damigella e la casa paterna e si rifugiò a Palermo presso la chiesa del Santissimo Salvatore, all'epoca monastero. Tuttavia, ben presto, anche quel luogo non le era più congeniale, ciò a causa delle continue visite dei genitori e del promesso sposo che cercavano di dissuaderla dal suo intento.
Dopo aver scritto e consegnato una lettera in greco con una croce di legno alle monache, decise quindi di trovare rifugio presso una grotta situata nei possedimenti del padre, presso Santo Stefano Quisquina, dove visse per 12 anni, documentando la propria scelta di vita con un'epigrafe latina scritta all'ingresso della grotta. Successivamente, la regina Sibilla consentì a Rosalia di far ritorno a Palermo e di occupare un'altra grotta, quella posta sul Monte Pellegrino: qui sarebbe morta nel sonno, in pace e in solitudine, il 4 settembre 1170, all'età di 40 anni.

## Culto

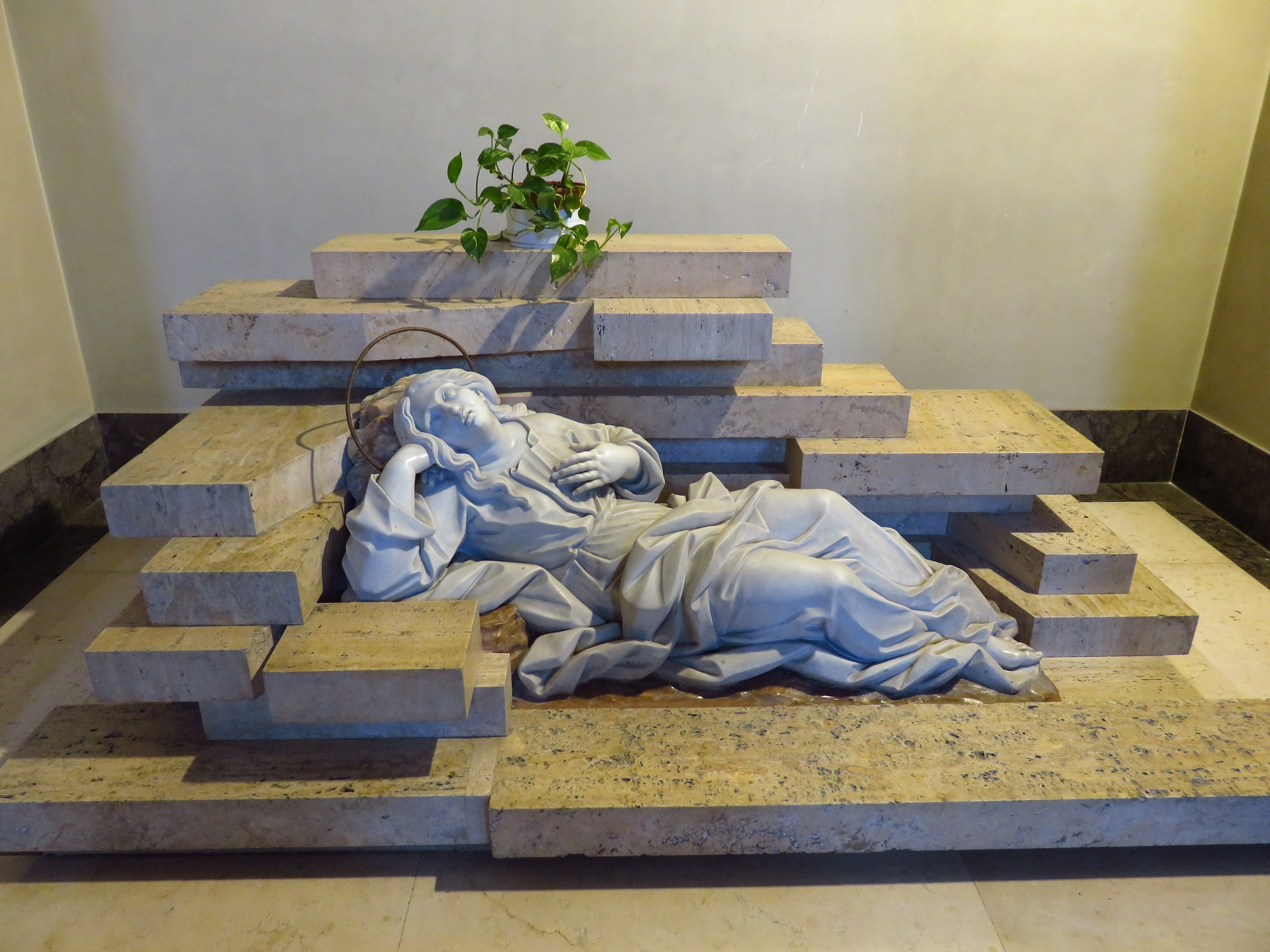
Statua di Santa Rosalia nella chiesa di S. Rosalia (via Marchese Ugo)

Il culto della santa è attestato da diversi documenti (Codice di Costanza d'Altavilla depositato presso la Biblioteca regionale di Palermo; antica tavola lignea del XIII secolo che la rappresenta in veste di monaca basiliana oggi custodita presso il Museo diocesano di Palermo). A partire dal 1196 il suo culto era ben noto. La si pregava, e prega, con il semplice versetto "Sancta Rosalia – ora pro nobis", e le erano state costruite due chiese, o cappelle, a Palermo: una sul Monte Pellegrino, chiamata chiesa di Santa Rosolea, vicino o davanti alla grotta stessa, l'altra nell'attuale quartiere di Olivella, dove sorgeva la casa di Sinibaldo, padre di Rosalia; di tale casa oggi rimane solo l'antico pozzo, internato nel pavimento del cortile del seicentesco oratorio di Santa Caterina, che a sua volta sorge dove vi era l'antica chiesa di Rosalia. Nel XX secolo, una nuova chiesa dedicata a lei fu progettata da Ernesto Basile vicino al Giardino Inglese.
Vi sono inoltre numerosi dipinti medievali che la raffigurano insieme ad altri santi oppure come soggetto unico, una statua marmorea di Antonello Gagini, una volta posta all'interno della Tribuna della Cattedrale, realizzata dal Gagini stesso ed oggi denominata "Santa Caterina da Bologna", e infine una statua-reliquiario cinquecentesca di scuola gaginiana che la raffigura in abiti francescani (anche se la santa non appartenne a tale ordine bensì all'antica regola basata sulla spiritualità di san Basilio Magno, che oggi si trova al Palazzo Abatellis).

### Culto a Palermo

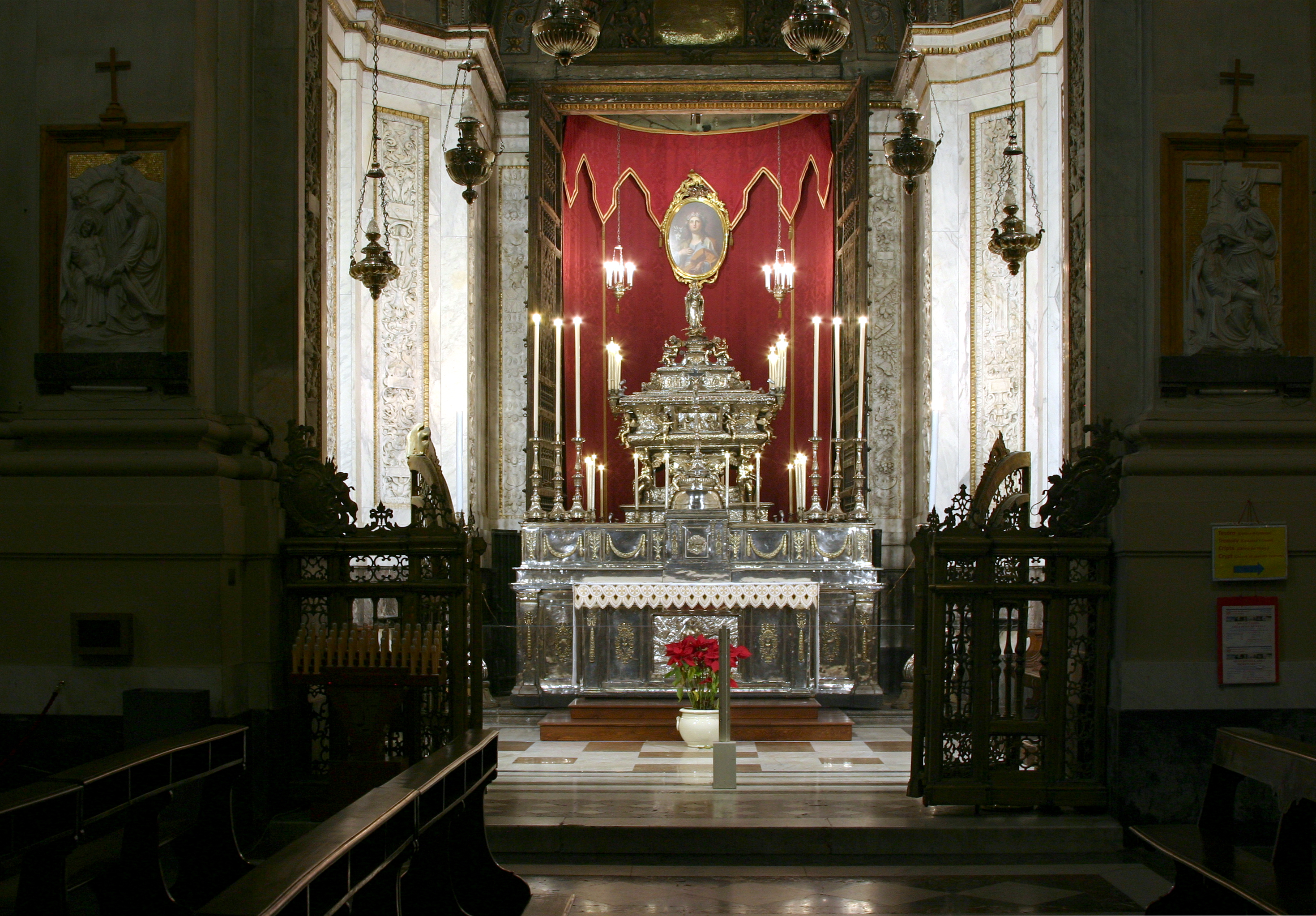
Urna argentea reliquiaria di Santa Rosalia nell'absidiola destra della Cattedrale di Palermo

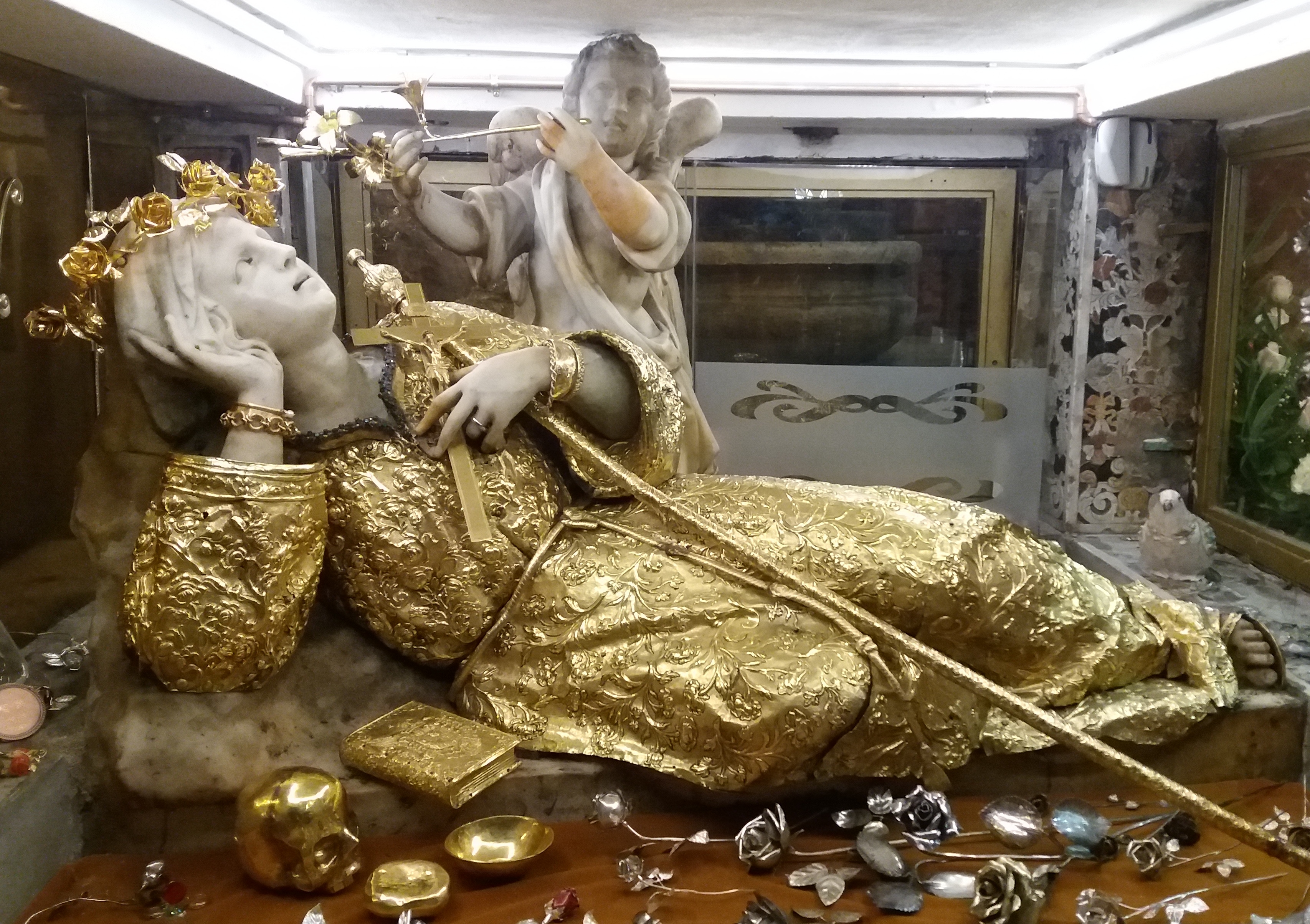
Statua della santa con ex voto nel santuario di Monte Pellegrino, opera in marmo di Gregorio Tedeschi, 1630

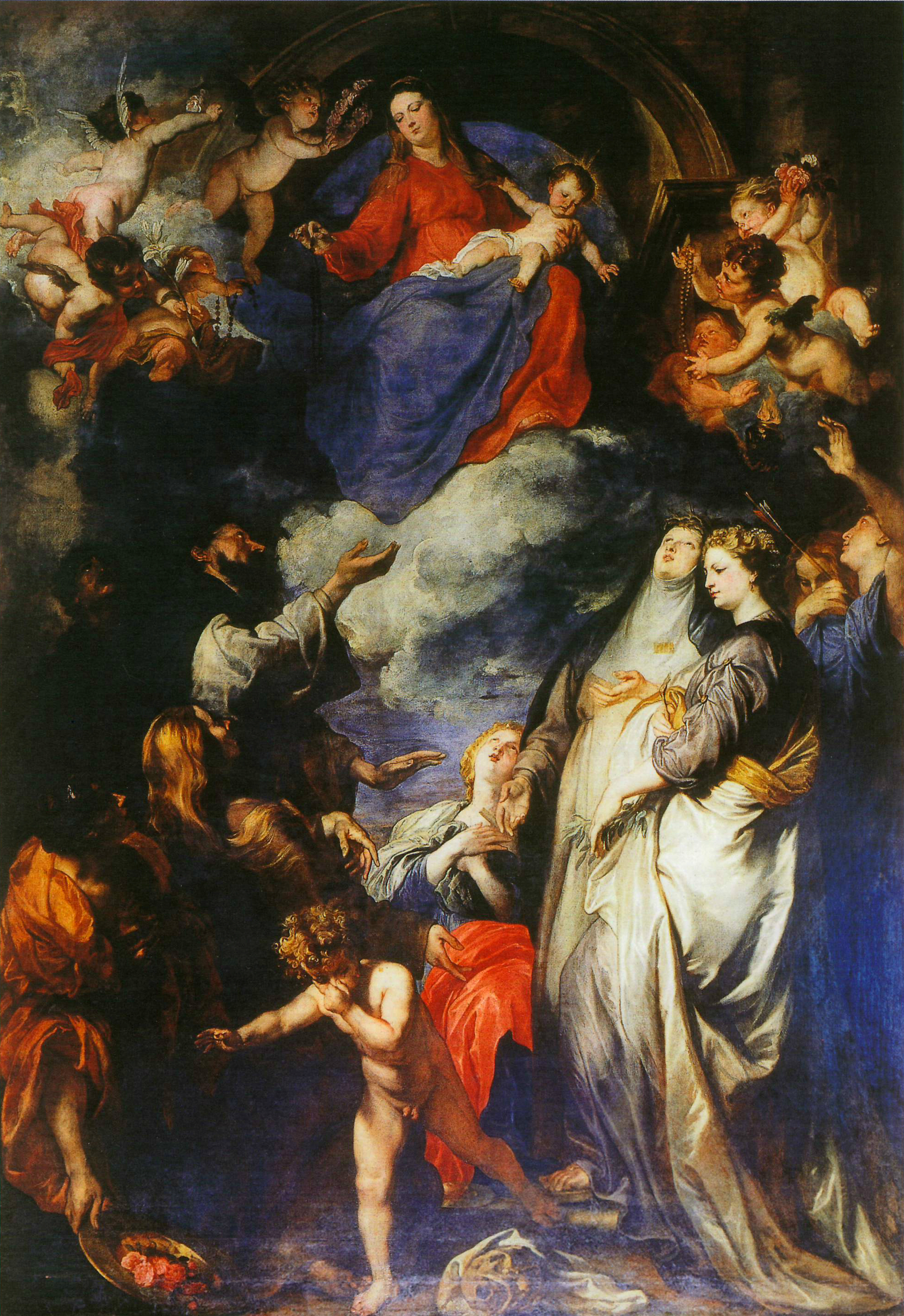
Antoon van Dyck, Madonna del Rosario con Santa Rosalia, 1625-1627. Alla scena assistono san Domenico e santa Caterina da Siena e le quattro martiri Agata, Cristina, Ninfa e Oliva, ex patrone di Palermo

Secondo la leggenda, nel 1625 la santa salvò Palermo dalla peste e ne divenne la patrona, esautorando, difatti, gli altri patroni della città, tra cui Agata, Cristina, Ninfa e Oliva. Infatti mentre infuriava la terribile epidemia arrivata in città il 7 maggio 1624 da una nave proveniente da Tunisi, presso l'antico altare dedicato alla santa, accanto a una grotta sul Monte Pellegrino, avvenne un fatto straordinario: venne rivelato in visione a Girolama La Gattuta il luogo dove si trovavano i resti mortali della santa e questi, trovati il 15 luglio, furono portati nella camera del cardinale Giannettino Doria, arcivescovo di Palermo.
In séguito, il 13 febbraio 1625, la santa apparve al povero "saponaro" Vincenzo Bonelli, abitante dell'antico quartiere di Panneria, che viveva barattando mobili vecchi. Avendo perso la consorte quindicenne a causa della peste, era salito sul Monte Pellegrino sul far della sera con l'intento di gettarsi giù dal precipizio prospiciente il mare (zona Addaura) per farla finita, causa la sua disperazione per la prematura scomparsa della giovane moglie. Al momento di mettere in atto il suo triste intento, gli apparve innanzi una splendida figura di giovane donna pellegrina, bella e di grande splendore, che lo dissuase dal suo proposito, portandolo giù con sé al fine di mostrargli la sua grotta; infatti lo condusse nei pressi dell'antica chiesa di Santa Rosolea, già allora esistente e dove la si venerava da antica data, nei pressi della famosa grotta che ella gli indicò come la sua "cella pellegrina". Scese con lui dalla cosiddetta "Valle del Porco" verso la città, esortandolo a pentirsi; inoltre lo invitò a informare Giannettino Doria che non si facessero più «dispute e dubbi» sulle sue ossa e che, infine, venissero portate in processione per Palermo, poiché lei, Rosalia, aveva già ottenuto la certezza, dalla gloriosa Vergine Madre di Dio, che, al passaggio delle sue ossa durante il canto del Te Deum laudamus, la peste si sarebbe fermata. Rosalia gli disse inoltre: «E per segno della verità, tu, in arrivare a Palermo, cascherai ammalato di questa infermità [la peste] e ne morrai, dopo aver riferito tutto ciò al cardinale: da ciò egli trarrà fede a quanto gli riferirai». Tutto questo il Bonelli lo raccontò al suo confessore, padre don Pietro Lo Monaco, parroco della chiesa di Sant'Ippolito, che glielo fece riferire subito al cardinale di Palermo, il quale – constatando che realmente il Bonelli si era improvvisamente ammalato di peste e ne stava di lì a breve morendo – gli diede credito, e il 9 giugno fece fare una solenne processione con le sante reliquie ritrovate l'anno prima, liberando immediatamente, durante la processione delle reliquie di Rosalia, la città di Palermo dalla peste.
Poiché la memoria della santa palermitana nel XVII secolo lasciava ancora qualche residuo nelle litànie (si narra infatti che, durante una delle processioni che invocavano i vari santi per liberare la città dal contagio, due diaconi pronunciassero il nome di santa Rosalia contemporaneamente, segno che fece riaffiorare l'interesse in città per il suo culto "sòpito"), la riscoperta del suo corpo glorioso sul Monte Pellegrino incastonato in un involucro di roccia cristallina (che poco dopo si scoprì essere calcarenite) e la successiva rivelazione al cardinale Doria del racconto del Bonelli con conseguente liberazione della città dall'epidemia, ne sancì il definitivo e popolare patrocinio, ratificato a Roma sotto il pontificato di papa Urbano VIII.

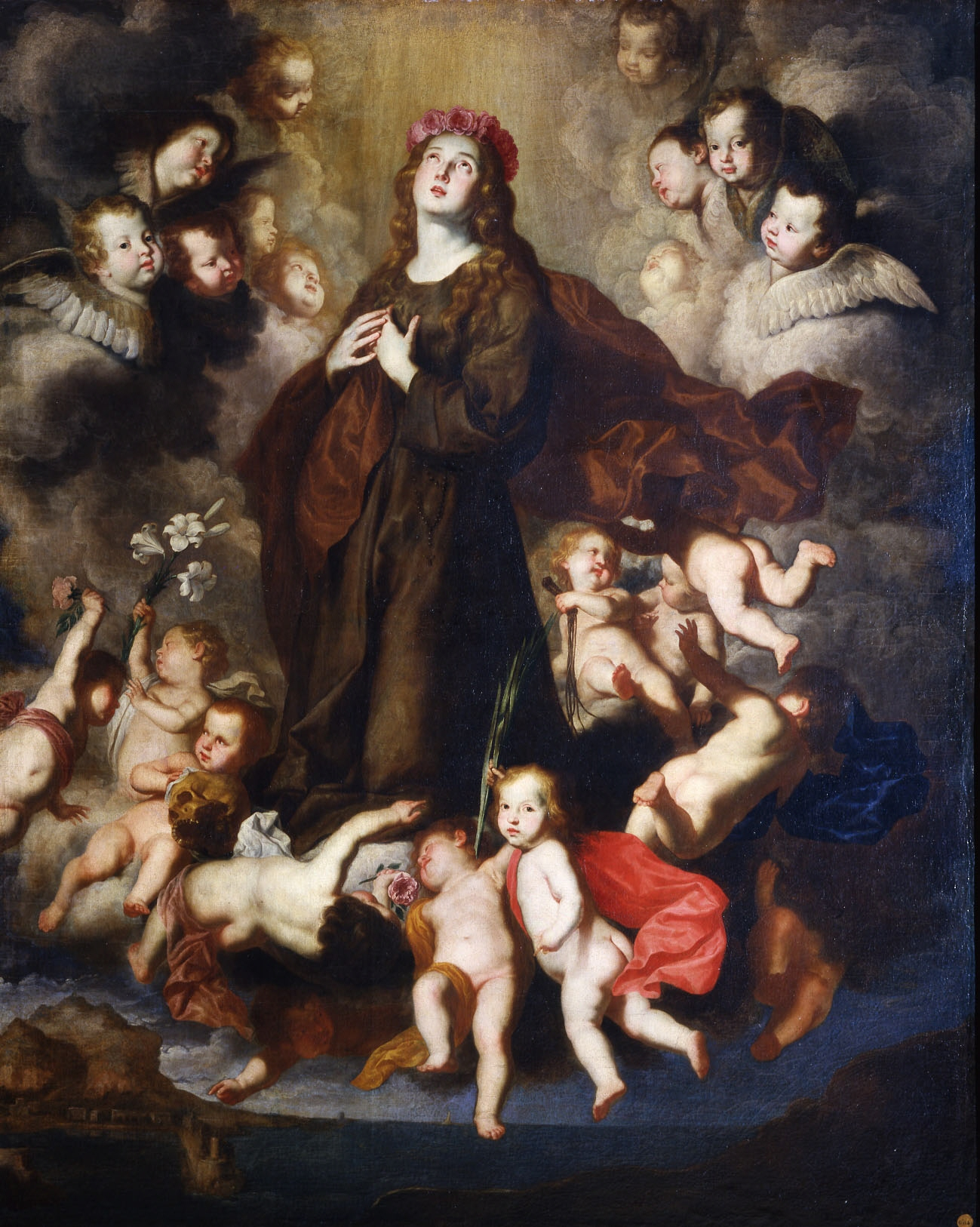
Pietro Novelli, Santa Rosalia in gloria

Il culto è ancora oggi particolarmente vivo a Palermo, dove ogni anno, il 14 e il 15 luglio, si ripete il tradizionale "Festino" che culmina nello spettacolare gioco pirotecnico del 14 notte e nella processione in suo onore il 15.

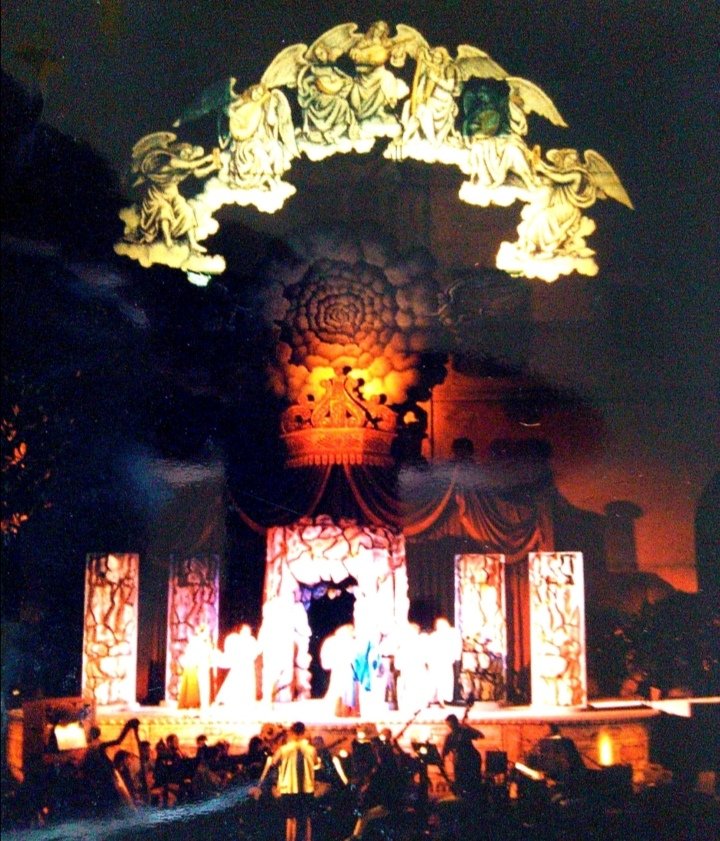
Lo spettacolo teatrale La colomba ferita, tenutosi in occasione del 370° festino nel luglio del 1994

Il 4 settembre, invece, la tradizionale acchianata ("salita" in lingua siciliana) a Monte Pellegrino conduce i devoti al Santuario in circa un'ora di scalata a piedi. Nella città metropolitana di Palermo il culto è presente a Campofelice di Roccella, in quanto importato dal principe palermitano fondatore dell'abitato attuale nel 1699, mentre in altri centri delle Madonie se ne trovano solo scarse tracce. A Bisacquino, feudo dell'arcivescovo di Monreale, il culto deriva da una reliquia della santa donata nel 1626 dall'arcivescovo di Palermo.
In relazione alla profonda devozione dei palermitani, al Museo diocesano di Palermo sono state raccolte nella Sala Verde molte pitture dal XIII al XIX secolo che raffigurano santa Rosalia. Tra queste spicca la prima presunta immagine che la ritrae in una tavola del XIII secolo e il primo ritratto ufficiale, voluto dal Senato di Palermo nel 1624.
Curiosamente la Santuzza (così è conosciuta tradizionalmente dai palermitani) è oggetto di speciale venerazione anche da parte della numerosa comunità di tamil originari dello Sri Lanka, presente nella città ed in gran parte di fede induista.

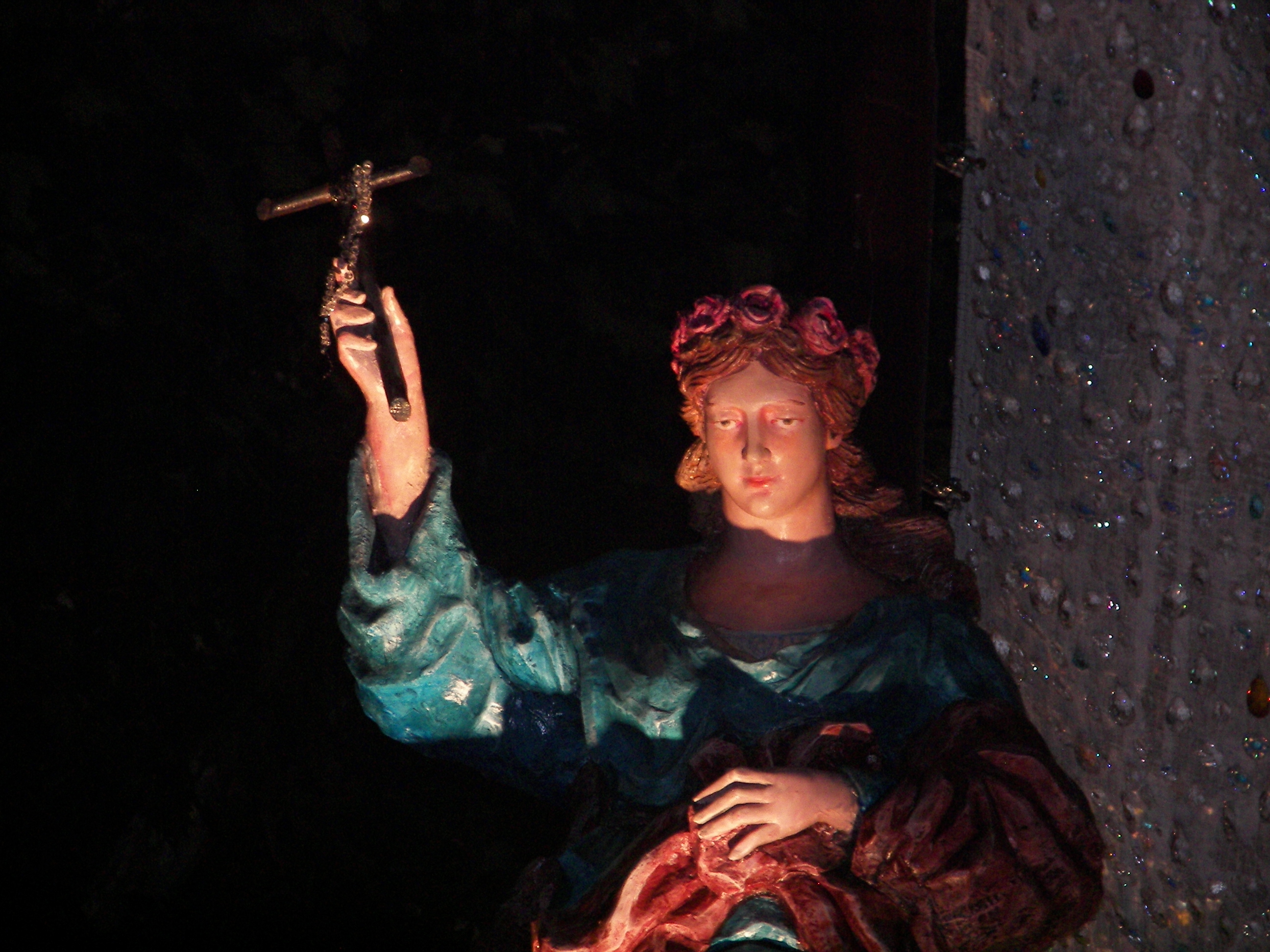
Statua della santa a Palermo durante il Festino del 2007

### Culto a Santo Stefano Quisquina

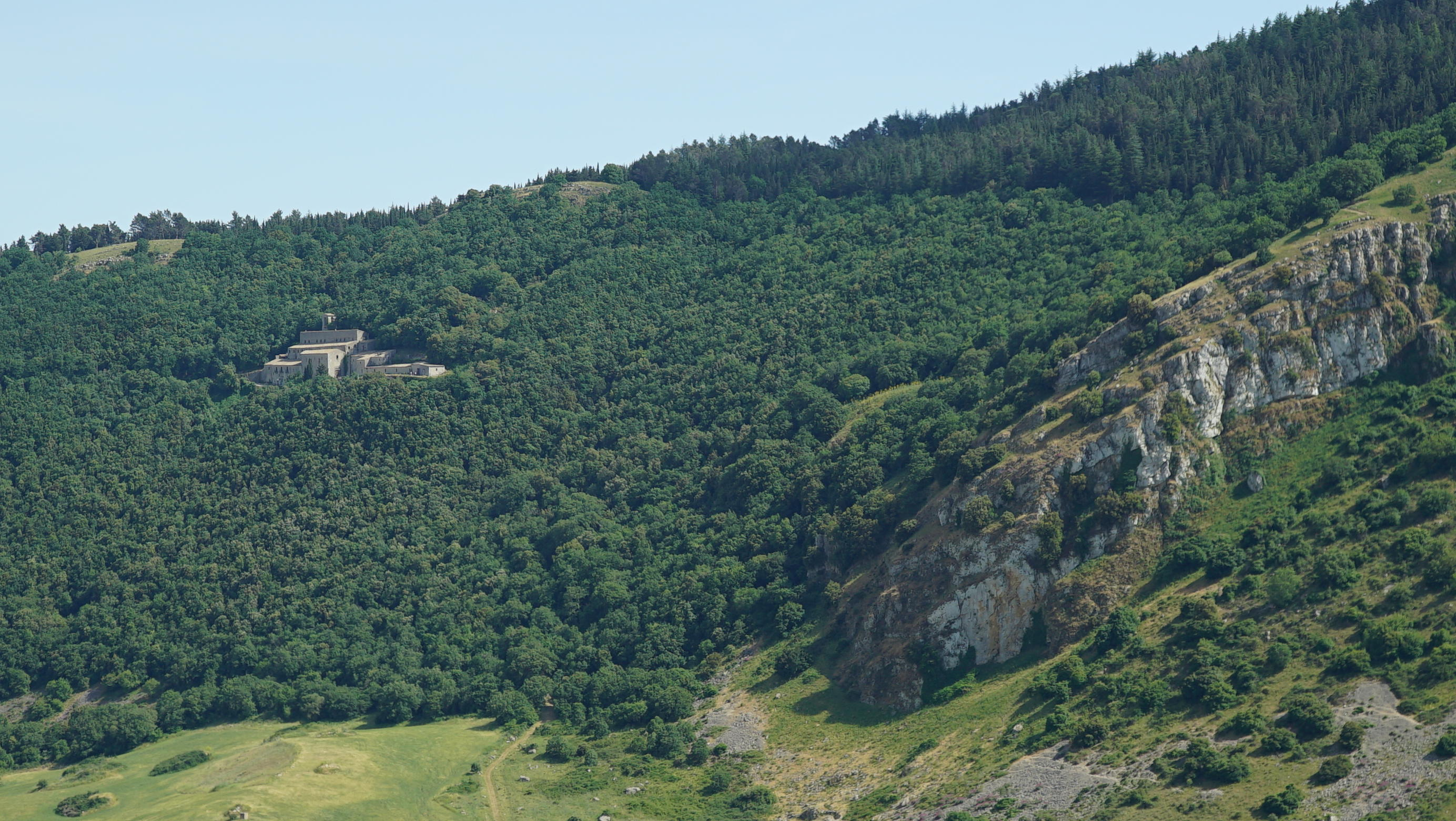
Eremo di Santa Rosalia alla Quisquina presso Santo Stefano Quisquina

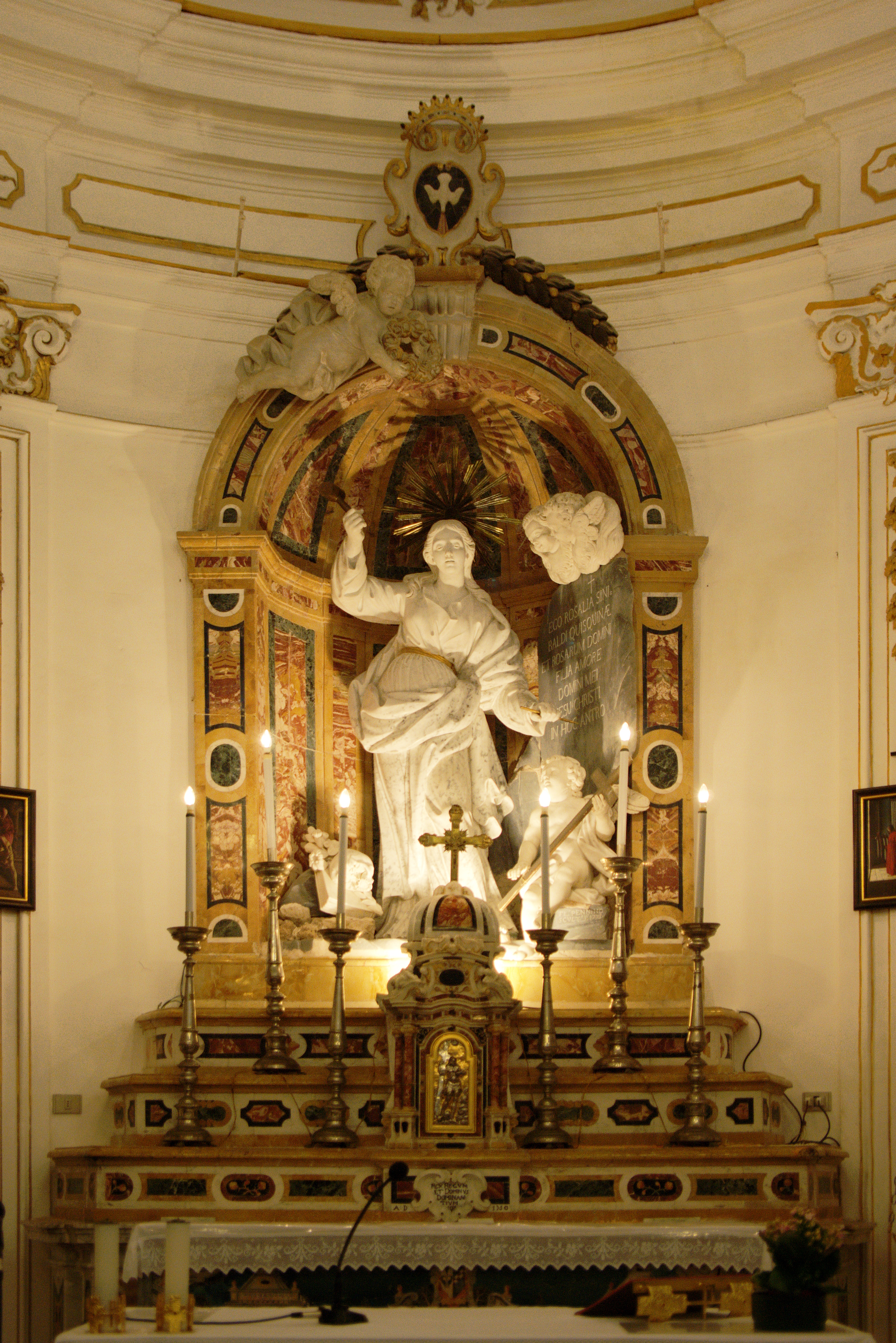
Statua di Santa Rosalia presso l'Eremo di Santa Rosalia alla Quisquina

In Sicilia il culto è attestato inoltre a Santo Stefano Quisquina, dove secondo la tradizione la santa visse per dodici anni in eremitaggio. Nei pressi della grotta, successivamente, è stato costruito l'eremo di Santa Rosalia alla Quisquina.
Ogni anno, il martedì dopo Pasqua, gli stefanesi con i sacerdoti si recavano in pellegrinaggio alla Quisquina. Alle bambine stefanesi si dava il nome di Rosalia come risulta dai registri parrocchiali. Una preziosa testimonianza del culto antico di santa Rosalia lo rivela una tela del 1464 conservata nella matrice di Santo Stefano che raffigura i tre santi protettori: santo Stefano, la Madonna della Catena e santa Rosalia, con in mano una rosa e un diadema di rose sul capo. Il 9 giugno 1625 furono portate in processione le ossa di santa Rosalia ritrovate sul Monte Pellegrino e Palermo fu liberata dalla peste. La notizia si diffuse anche a Santo Stefano dove due muratori palermitani che lavoravano nella costruzione del convento di San Domenico si recarono alla Quisquina e il 24 agosto 1624 scoprirono dentro una grotta, scolpita sulla roccia, l'epigrafe latina di santa Rosalia:
(Iscrizione latina presente nella grotta della Quisquina)
Era il testamento spirituale della santa scolpito con le proprie mani. Gli stefanesi chiesero all'arcivescovo di Palermo, il cardinale Doria, le reliquie della Santa, che furono donate in uno splendido busto argenteo il 25 settembre 1625. Nel 1693 un ricco mercante genovese, Francesco Scassi, si ritirò nella Quisquina e fondò la congregazione dei monaci devoti a santa Rosalia, facendo costruire i primi ambienti del convento che poi verranno ampliati con i finanziamenti del principe Ventimiglia, barone di Santo Stefano.
La patrona viene celebrata la prima domenica di giugno e il martedì successivo con una processione che parte dalla chiesa madre con il busto reliquiario di santa Rosalia e raggiunge la Quisquina attraverso un sentiero che si snoda tra campi e s'inerpica sulla montagna, accompagnata dalla cavalcata e da persone a piedi nudi e con i bambini in braccio. Quando la santa arriva all'eremo di Santa Rosalia alla Quisquina viene celebrata la messa solenne. In serata le reliquie tornano in paese accompagnate da una grande folla. La manifestazione si conclude nella chiesa madre con giochi pirotecnici.

### Culto a Bivona
(Lettera di Padre Lanfranchi, rettore del Collegio dei Gesuiti di Bivona, in seguito al rinvenimento delle reliquie della santa sul Monte Pellegrino, 1624)

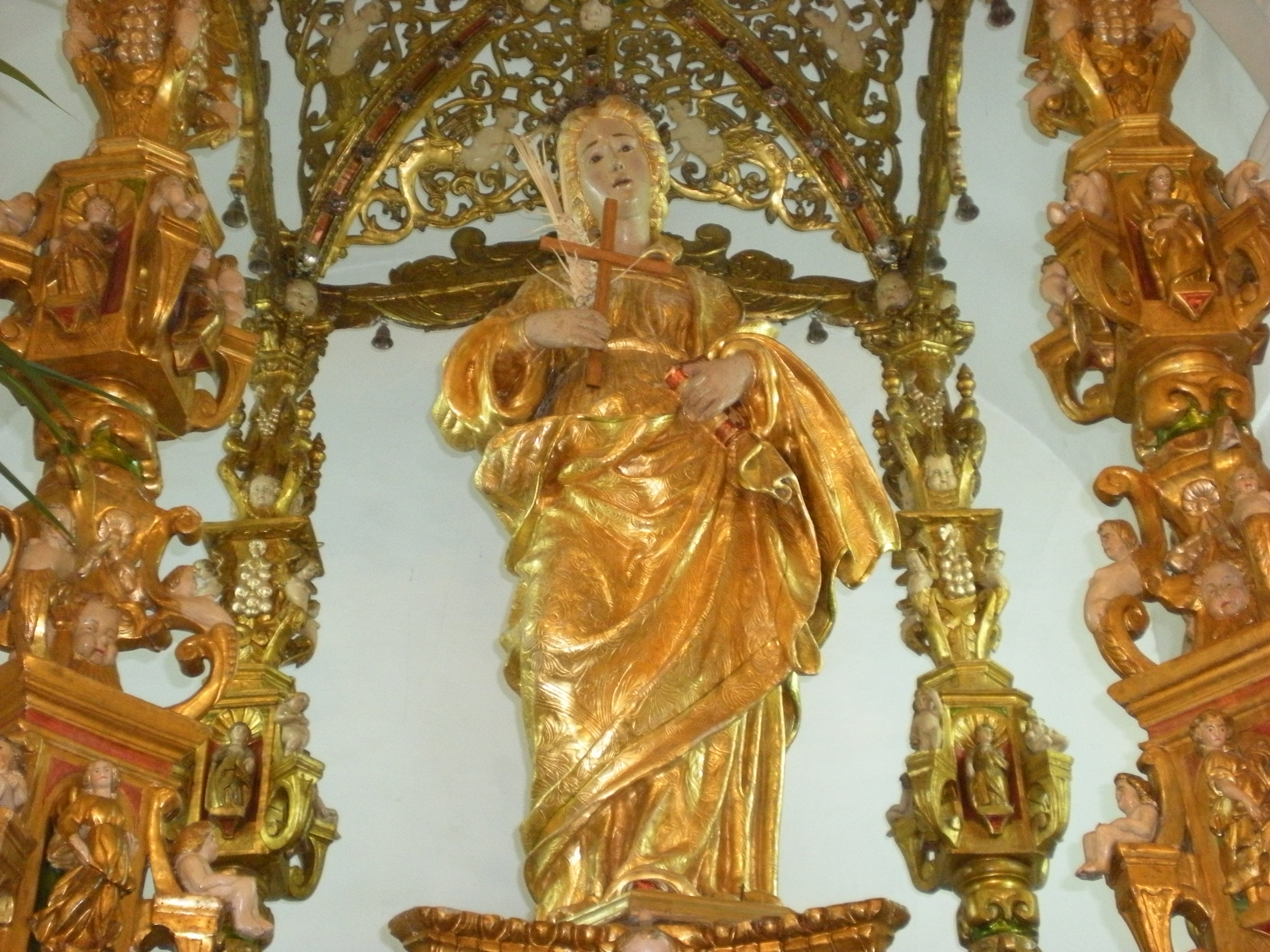
Statua di Santa Rosalia nel fercolo custodito a Bivona

A Bivona le prime notizie documentate della chiesa e della confraternita di Santa Rosalia risalgono al 1494. La santa era particolarmente invocata, insieme a san Rocco, contro la peste: durante le epidemie del 1575 e del 1624 i bambini battezzati coi nomi dei due santi furono la quasi totalità dei nati, come risulta documentato nei registri di battesimo. Il culto più antico di cui si abbia traccia risale al 1375 (o addirittura secondo alcune fonti al 1348 o al 1245). In quel periodo in tutta la Sicilia era scoppiata una grave pestilenza. Secondo tale culto santa Rosalia apparve a una vergine (o a un uomo o a dei giurati) di Bivona sopra un sasso, assicurando che se essi avessero costruito una chiesa in suo onore proprio in quello stesso punto, la peste sarebbe miracolosamente cessata. Secondo la tradizione, tuttavia, non si diede alcun credito all'evento e la peste continuò a mietere vittime. Fu soltanto dopo la seconda apparizione, quella del 28 luglio 1246 (o 1349 o 1376), che la chiesa venne edificata. A Bivona la peste cessò non appena iniziarono i lavori per la costruzione dell'edificio sacro. Ma c'è anche un'altra tradizione: quella che ha inizio nel 1648, in seguito alle rivelazioni (e alle visioni) di suor Maria Roccaforte, bivonese, nata nel 1597 e morta nel 1648, raccolte dal gesuita Francesco Sparacino, autore di una biografia su santa Rosalia. La suora raccontò che santa Rosalia in persona le narrò la propria vita, arricchita di particolari fantasiosi: per esempio, narrò che Rosalia, guardandosi allo specchio, vedeva il volto sofferente di Gesù Cristo. Secondo quest'ultima tradizione, la santa, a vent'anni, nel 1149, dopo aver trascorso sette anni di eremitaggio nella grotta della Quisquina, essendo stata scoperta da alcuni abitanti del posto, si trasferì a Bivona, poiché essa faceva parte dei possedimenti paterni. Rosalia visse in paese per cinque anni presso una grotta inserita all'interno di un bosco di querce, attraversato dal fiume Alba, lo stesso che tuttora trascorre nel sottosuolo, davanti alla chiesa di Santa Rosalia. Ma ad oggi di quel bosco rimane solo un ceppo della quercia dove la santa era solita fermarsi per pregare e trovare rifugio: questo segno è visibile attraverso un'apertura con vetro posta vicino all'ingresso della Chiesa. In seguito venne trasportata, nuovamente dall'angelo, sul Monte Pellegrino, a Palermo. Il culto crebbe negli anni, e nella successiva ondata di peste del 1575-1576 la santa venne invocata nuovamente, e la quasi totalità dei nati venne battezzata col suo nome.
Il 4 settembre 1624, pochi giorni dopo il ritrovamento della grotta della Quisquina, santa Rosalia fu proclamata patrona di Bivona. E nel 1909 così scrisse il bivonese Giovan Battista Sedita:
Nel 1601 il sacerdote bivonese Ruggiero Valenti, all'età di 80 anni, scolpì l'artistico fercolo che ancora oggi il 4 settembre viene portato in processione. La "Vara" di Santa Rosalia, conservata nell'omonima chiesa di Bivona, è un capolavoro di arte tardo-manierista e di scultura lignea siciliana del Seicento.

### Culto a Centuripe

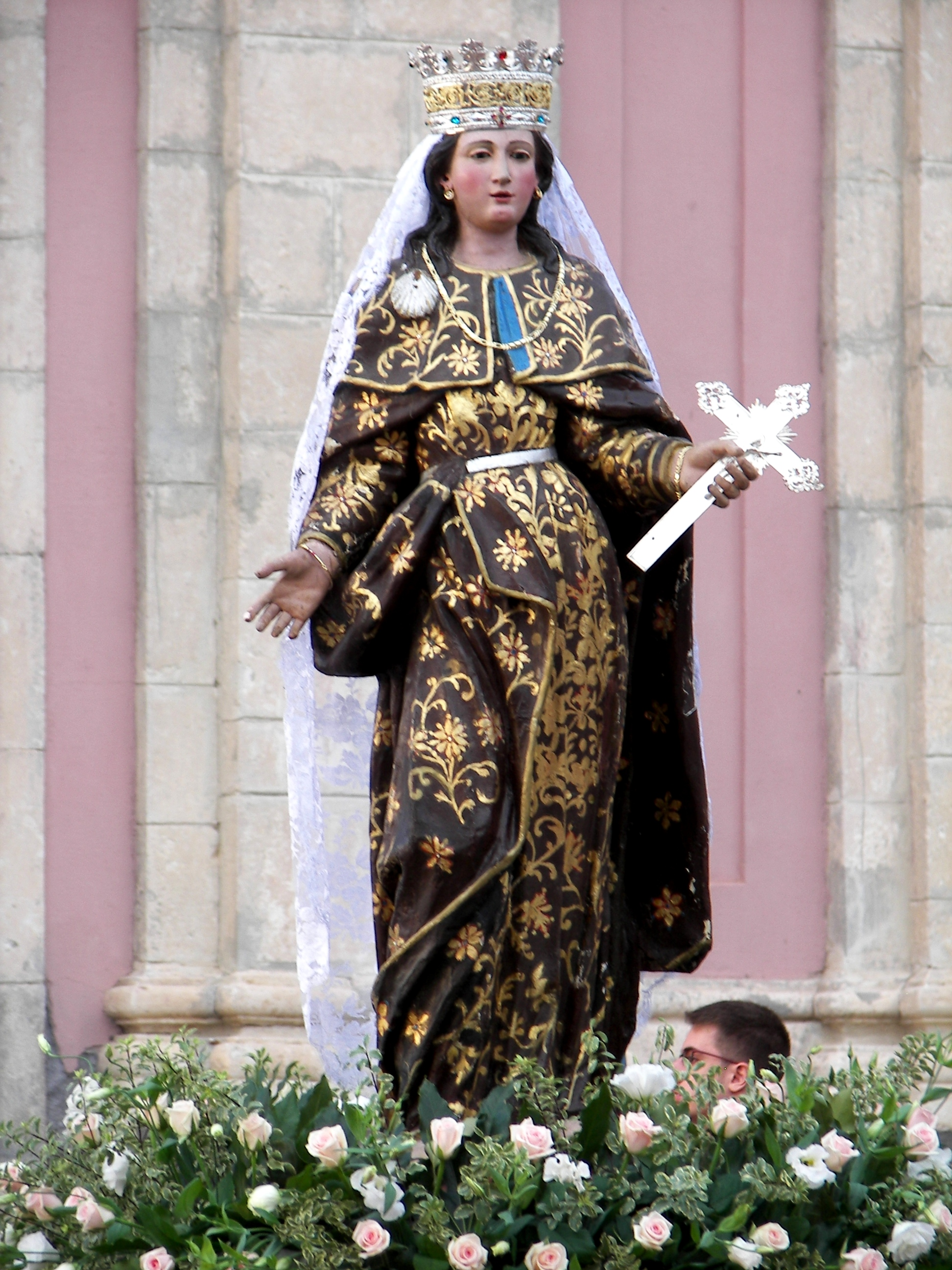
Statua della Santa a Centuripe

Santa Rosalia è patrona di Centuripe, dove, secondo quanto scrive lo storico locale Ansaldi, il culto venne introdotto dai padri Agostiniani riformati della congregazione centuripina, che nel 1681 richiesero una reliquia della vergine palermitana e, ottenutala, la cominciarono a esporre alla venerazione dei fedeli. Ben presto nel popolo si accese una fervente devozione verso la santa così, dopo averne fatto scolpire un simulacro, lo iniziò a condurre, insieme alla reliquia, su di un sontuoso fercolo ligneo per le vie della nascente cittadina. Non contenti di ciò i centuripini scelsero Rosalia come loro patrona e protettrice. Il 23 aprile 1696, tre anni dopo il terribile terremoto che sconvolse e distrusse la Sicilia orientale, tramite il signor Vincenzo Vallone della Compagnia di Gesù, giunse alla chiesa madre della città una seconda reliquia di santa Rosalia. In realtà la devozione del popolo centuripino nei confronti della vergine palermitana precede l'arrivo delle sue reliquie in città: infatti dagli archivi della chiesa madre è recentemente emerso che tutte le bambine nate nel 1625, anno successivo al miracolo della peste a Palermo, furono battezzate col nome di Rosalia. Inizialmente la festa di santa Rosalia veniva celebrata il martedì di Pasqua, oggi invece la santa patrona è onorata solennemente ogni anno il 15 luglio, giorno del ritrovamento delle ossa, e il 4 settembre, giorno della nascita di santa Rosalia.

### Culto nel resto della Sicilia
Il culto di santa Rosalia fu nel corso degli anni esteso a tutta la Sicilia – tant'è che è la santa patrona della regione stessa – e in particolar modo a Alia, Capaci, Delia, Gravina di Catania, Mazara del Vallo, Novara di Sicilia, Racalmuto, dove fu costruita la sua prima chiesa e dove si ipotizza la sua nascita, Santa Croce Camerina, Santa Margherita di Belice e Savoca.

### Culto a Pegli
Santa Rosalia è patrona di Pegli, dove nel 1656 alcune reliquie della Santa furono portate direttamente da Palermo per contrastare l'epidemia di peste che stava sconvolgendo anche quel borgo di pescatori (a Pegli si contarono 334 vittime). Il miracolo avvenne anche lì, e da allora la Santa è venerata come patrona della cittadina. Ad autorizzare il trasferimento delle reliquie, ancora oggi custodite nella chiesa dei Santi Martino e Benedetto, fu il cardinale Giannettino Doria, figlio di Gianandrea, proprietario di Villa Doria Centurione ed erede dell'ammiraglio Andrea Doria. Successivamente, sul finire del XIX secolo, la santa è venerata con grande devozione dal pegliese papa Benedetto XV. Ogni 4 settembre la santa viene festeggiata a Pegli con solenne processione per le vie cittadine.

### Culto in Garfagnana
La santa palermitana è patrona del borgo di Tereglio, nel comune di Coreglia Antelminelli. Presso la chiesa di Santa Maria Assunta è conservata una sua reliquia, e lì, nel 1631, dopo che la santa fu invocata per chiedere la fine della peste, fu costruito un grande altare a lei dedicato: su di esso fu realizzata una tela con Madonna con Bambino, santa Rosalia e un angelo dal pittore lucchese Pietro Paolini.

### Culto a Praga
Un bassorilievo della santa si trova a Praga, al n. 3 di via Karlova, in piena città vecchia, a poca distanza dal Ponte Carlo e dalla Staroměstské náměstí. Fu installata in una facciata del palazzo dei coniugi Wesser, i quali, colpiti dalla peste, vollero così esprimere la loro gratitudine alla santa palermitana, la cui fama era arrivata fin laggiù, per aver favorito la loro guarigione.

### Culto a Siviglia
A Siviglia la santa palermitana è venerata per impulso dell'arcivescovo Jaime de Palafox y Cardona, che resse l'arcidiocesi di Palermo dal 1677 al 1684. Successivamente, nel novembre 1685, questi prese possesso della sede ispanica, dove rimase fino alla sua morte, avvenuta alla fine del 1701. Il busto reliquiario in argento, opera dello scultore napoletano Antonino Lorenzo Castro, giunse nella cattedrale di Siviglia il 6 novembre 1688 per volere dello stesso arcivescovo. Attualmente il busto si trova nella sagrestia maggiore della cattedrale.

### Patronati
L'ecologo britannico George Evelyn Hutchinson propose nel 1959 santa Rosalia come patrona della biologia evolutiva. Questo perché, dopo aver trovato in uno stagno artificiale proprio sotto il santuario della santa palermitana due specie diverse di Corixidae (insetti acquatici), cominciò a riflettere sul numero di specie animali esistenti.